# Аннаклычев, Хаджимурад
Хаджимурад Аннаклычев (1928—?) — бригадир плотников строительного управления № 2 треста «Туркменнефтестрой» Министерства газовой промышленности СССР, Ашхабадская область Туркменской ССР. Герой Социалистического Труда.

## Биография
Родился в 1928 году на станции Узун-Су Казанджикского района (ныне — Балканский велаят Туркменистана). Туркмен.
После окончания школы фабрично-заводского обучения (ФЗО) и прохождения военной службы в Советской Армии Хаджимурад Аннаклычев вернулся на родину и поступил работать в строительную бригаду строительного управления № 2 треста «Туркменнефтестрой» в городе Небит-Даг Красноводской области Туркменской ССР. Позже он возглавил бригаду плотников, которая трудилась на строительстве нефтегазовых буровых и добывающих станций.
По итогам работы в 7-й семилетке (1959—1965) бригадир X. Аннаклычев был награждён орденом Ленина.
В последующей 8-й пятилетке (1966—1970) строители его бригады продолжали ударно трудиться на различных промышленных объектах Небит-Дага.
Указом Президиума Верховного Совета СССР от 30 марта 1971 года за выдающиеся заслуги в выполнении заданий пятилетнего плана и достижение высоких технико-экономических показателей Аннаклычеву Хаджимураду присвоено звание Героя Социалистического Труда с вручением ордена Ленина и золотой медали «Серп и Молот».
Избирался депутатом Верховного Совета Туркменской ССР 2-го созыва (1947—1951).
Проживал в Небит-Даге (с 1999 года — Балканабад).

## Награды
- Золотая медаль «Серп и Молот» (30.03.1971);
- Орден Ленина (01.07.1966)
- Орден Ленина (30.03.1971)
- Медаль «За трудовую доблесть»(20.09.1962)
- Медаль «В ознаменование 100-летия со дня рождения Владимира Ильича Ленина» (6 апреля 1970)
- и другими